# 竹下慎太郎
竹下 慎太郎（たけした しんたろう、1971年7月10日 - ）は、大分県大分市出身の元プロ野球選手（投手）。

## 来歴・人物

### プロ入り前
小学4年の時に野球を始める。大分工業高時代の甲子園出場はならなかったが、3年夏の大分県大会でベスト8入りを果たした。エースピッチャーだが当時の背番号は3だった。
高校卒業後は、社会人野球の三菱自動車川崎に入社するが退団。その後、郷里の大分に戻り、クラブチームの大分硬式野球倶楽部で野球を続けた。
右足を高く上げて始動するフォームから、140km/hを超える速球と「まともに打たれたことはない」と豪語するほどの切れを誇るスライダーを投げ下ろした。年を追って制球力も安定し、大分硬式野球倶楽部の左腕エースとして活躍した。自チームでの都市対抗野球大会出場は叶わなかったが、1999年と2000年には三菱重工長崎の補強選手として出場し、それぞれ準優勝、ベスト8に貢献した。
また、三菱自動車川崎時代にも同大会で登板している。
2000年のプロ野球ドラフト会議で横浜ベイスターズから8位指名を受け、29歳・妻子連れでの入団を決めた。29歳4ヶ月でのドラフト指名は市村則紀（30歳5ヶ月）に続く高齢入団として話題となった。この年のドラフト1位・内川聖一は高校の後輩であり、チームメイトとなった。

### プロ入り後
8位指名ながらも即戦力として期待され、中継ぎ・ワンポイントリリーフとして多く起用された。また、プロ入りの際に左打者対策として投球フォームをスリー・クォーターにしたのも吉と出た。
1年目の2001年には53試合、翌2002年も44試合に登板した。読売ジャイアンツの松井秀喜とは相性が悪く、2年間で15打数7安打5本塁打と苦手にしていた。
しかし、2003年は監督交代に自身の怪我も重なって登板数が激減し（14試合）、同年オフに金銭トレードで阪神タイガースに移籍した。
翌2004年は一軍昇格ならずまたも故障し、再度の一軍登板を果たせぬまま10月6日に戦力外通告を受けた。

### 引退後
2006年から横浜のスカウト（九州担当）を務めたが、球団の常駐スカウトを置かないという方針転換を受けて2007年オフに退団。
退団後は福岡市内で治療院を経営している。また、2015年春から西南学院大学野球部の投手コーチに就任した。

## 詳細情報

### 年度別投手成績
| 年 度     | 球 団     | 登 板 | 先 発 | 完 投 | 完 封 | 無 四 球 | 勝 利 | 敗 戦 | セ 丨 ブ | ホ 丨 ル ド | 勝 率 | 打 者 | 投 球 回 | 被 安 打 | 被 本 塁 打 | 与 四 球 | 敬 遠 | 与 死 球 | 奪 三 振 | 暴 投 | ボ 丨 ク | 失 点 | 自 責 点 | 防 御 率 | W H I P |
| --------- | --------- | ----- | ----- | ----- | ----- | -------- | ----- | ----- | -------- | ----------- | ----- | ----- | -------- | -------- | ----------- | -------- | ----- | -------- | -------- | ----- | -------- | ----- | -------- | -------- | ------- |
| 2001      | 横浜      | 53    | 0     | 0     | 0     | 0        | 1     | 0     | 0        | --          | 1.000 | 189   | 42.2     | 49       | 6           | 17       | 0     | 1        | 29       | 0     | 0        | 21    | 15       | 3.16     | 1.55    |
| 2002      | 横浜      | 44    | 0     | 0     | 0     | 0        | 2     | 3     | 0        | --          | .400  | 175   | 39.1     | 43       | 5           | 15       | 3     | 3        | 43       | 2     | 0        | 23    | 21       | 4.81     | 1.47    |
| 2003      | 横浜      | 14    | 0     | 0     | 0     | 0        | 0     | 0     | 0        | --          | ----  | 50    | 11.2     | 12       | 2           | 3        | 0     | 1        | 12       | 2     | 0        | 4     | 3        | 2.31     | 1.29    |
| 通算：3年 | 通算：3年 | 111   | 0     | 0     | 0     | 0        | 3     | 3     | 0        | --          | .500  | 414   | 93.2     | 104      | 13          | 35       | 3     | 5        | 84       | 4     | 0        | 48    | 39       | 3.75     | 1.48    |

### 記録
- 初登板：2001年3月30日、対ヤクルトスワローズ1回戦（横浜スタジアム）、6回表に3番手で救援登板、2回無失点
- 初奪三振：2001年4月21日、対読売ジャイアンツ5回戦（横浜スタジアム）、6回表に松井秀喜から空振り三振
- 初勝利：2001年6月13日、対ヤクルトスワローズ11回戦（横浜スタジアム）、5回表に2番手で救援登板、1回2/3を2失点

### 背番号
- 54 （2001年 - 2003年）
- 52 （2004年）